# Крейдик, Сергей Михайлович
Сергей Михайлович Крейдик — советский хозяйственный деятель, Герой Социалистического Труда.

## Биография
Родился в 1909 году в Погаре. Член КПСС с 1941 года.
В 1930—1933 — агроном, агротехник, директор Чапаевской машинно-тракторной станции Курган-Тюбинского района Таджикской ССР.
В 1933—1951 — агроном, старший агроном Стахановской МТС Курган-Тюбинского/Октябрьского района Курган-Тюбинской/Сталинабадской области Таджикской ССР.
В 1951—1958 — директор 2-й Октябрьской МТС Октябрьского района Таджикской ССР.
В 1958—1959 — заместитель председателя, старший агроном колхоза имени Карла Маркса Курган-Тюбинского района Таджикской ССР.
В 1959—1968 — агроном колхоза «Коммунизм» Курган-Тюбинского / Вахшского района Курган-Тюбинской области Таджикской ССР.
Указом Президиума Верховного Совета СССР от 3 мая 1949 года присвоено звание Героя Социалистического Труда с вручением ордена Ленина и золотой медали «Серп и Молот».
Умер в 1980 году в Севастополе.

## Награды и звания
- Герой Социалистического Труда (03.05.1949)
- Орден Ленина (03.05.1949)
- Орден Трудового Красного Знамени (дважды, в том числе 02.06.1948)
- Орден Знак Почёта (23.10.1954, 17.01.1957)